# Richtlinie 2002/59/EG
Die Richtlinie 2002/59/EG oder Richtlinie zur Einrichtung eines gemeinschaftlichen Überwachungs- und Informationssystems für den Schiffsverkehr ist eine Richtlinie der Europäischen Gemeinschaft, die die Überwachung und Sicherheit des Schiffsverkehrs regelt.

## Bezeichnung und Entstehung
Die korrekte deutsche Bezeichnung lautet Richtlinie 2002/59/EG des Europäischen Parlaments und des Rates vom 27. Juni 2002 über die Einrichtung eines gemeinschaftlichen Überwachungs- und Informationssystems für den Schiffsverkehr und zur Aufhebung der Richtlinie 93/75/EWG des Rates.
Nach dem Untergang des Tankers Erika im Jahr 1999 mit großen Umweltschäden vor der Küste Frankreichs erarbeitete die Europäische Kommission eine Reihe verschiedener Richtlinien zur Verbesserung der Schiffssicherheit und des Umweltschutzes. Darunter war die Richtlinie 2002/59 im Maßnahmenpaket Erika I.

## Geltungsbereich
Die Richtlinie gilt für Schiffe ab einer Bruttoregisterzahl von 300, die keine Kriegsschiffe, staatlichen Schiffe, Fischereifahrzeuge, Traditionsschiffe oder Sportboote von weniger als 45 Metern Länge sind oder einen Bunker von weniger als 5000 Tonnen haben.

## Inhalt der Richtlinie
Titel I (Artikel 4 bis 11) legt die Meldung und Überwachung von Schiffen fest.
Titel II (Artikel 12 und 15) regelt die Meldung von gefährlichen oder umweltschädlichen Gütern an Bord.
Titel III (Artikel 16 bis 21) regelt die Überwachung von Risikoschiffen und Maßnahmen bei Vorkommnissen und Unfällen auf See.
Titel IV (Artikel 22 bis 30) regelt die flankierenden Maßnahmen.